# KBツヅキ
KBツヅキ株式会社（ケービーツヅキ）は、愛知県名古屋市中区栄三丁目に本社を置く紡績メーカー。

## 概要
2003年に会社更生法を適用申請した都築紡績の繊維事業を2005年に継承した。2006年にカネボウの繊維素材事業を引き継いだ株式会社KBスピニングと経営統合し、「KBツヅキ株式会社」に商号を変更した。
紡績事業などを手がける他、「TZタオル」というブランドタオルを製造しており、島根県出雲市の「出雲ブランド商品」に認定されている。タオルの原料である綿100％の糸は全てKBツヅキ出雲工場で製造され、ツヅキボウ今治（愛媛県今治市）での製品加工に至るまで国内での一貫生産体制がとられている。
前身の都築紡績は1900年初頭創業の名古屋を代表する老舗企業で、日本の戦前戦後の興隆期に国策産業の紡績で財を築いた。紡績産業が衰退し始めたオイルショック以降積極的に不動産業への転換を図り、ホテルやゴルフ場なども経営していたが、2003年に東京地裁に会社更生法の手続きを申請した。グループ企業10社を含めた総負債額は約3050億円にのぼった。長良川ホテルや川上貞奴別荘の萬松園も所有していた。

## 沿革
- 1940年（昭和15年）12月 - 都築織布株式会社設立。
- 1948年（昭和23年）5月 - （旧）都築紡績株式会社に商号変更。
- 1973年（昭和48年）9月 - 国際企業株式会社として設立。
- 2005年（平成17年）
  - 5月 - 都築紡績株式会社に商号変更。
  - 6月 - （旧）都築紡績株式会社から繊維事業を分割し、（新）都築紡績株式会社としてスタート。
- 2006年（平成18年）
  - 7月 - シキボウ高知を買収し、ツヅキボウ日高株式会社を子会社とする。
  - 10月 -  株式会社KBスピニングと経営統合し、KBツヅキ株式会社へ商号変更。
- 2007年（平成19年）
  - 4月 - ミユキライフ株式会社より事業を継承しアパレル事業部を発足。
  - 9月 - 関信株式会社より事業の一部譲渡を受け東京日本橋営業所（後にミシン糸事業部に改称）を発足。
- 2008年（平成20年）
  - 1月 - 東京都港区南青山にテキスタイル製品事業部を新設。株式会社大和川染工所をグループ会社化。
  - 2月 - テキスタイル製品事業部の加須工場が順次稼動。
- 2009年（平成21年）5月 - 旭染織株式会社の染色部門を買収しツヅキボウ今治株式会社を設立。
- 2010年（平成22年）3月 - 高知工場へ加須工場の編成ラインを移設。

## 事業所
- 本社 - 愛知県名古屋市中区栄3-11-31 グラスシティ栄5F 504号室
- 大阪支社 - 大阪府大阪市北区梅田1-2-2 大阪駅前第二ビル15F 1504号室
- 東京支社 - 東京都品川区西五反田7-24-5 ONEST西五反田スクエア2F
- ミシン糸事業部 - 東京都中央区東日本橋2-5-3
- 今治出張所 - 愛媛県今治市東門町5-14-3 テクスポート今治2F
- 出雲工場 - 島根県出雲市神西沖町蛇島2525
- 高知工場 - 高知県南国市立田1390
- 大分工場 - 大分県豊後大野市千歳町柴山1637

## 子会社・関連会社
- ツヅキボウ日高
- ツヅキボウ今治
- 大和川染工所
- 都竺商貿（上海）有限公司
- 寧波繊科糸網有限公司